# Saint-Pierre-d'Albigny
Saint-Pierre-d'Albigny este o comună în departamentul Savoie din sud-estul Franței. În 2009 avea o populație de 3.702 de locuitori.

## Evoluția populației
| An        | 1975  | 1982  | 1990  | 1999  | 2006  | 2009  |
| --------- | ----- | ----- | ----- | ----- | ----- | ----- |
| Populație | 2.518 | 2.850 | 3.151 | 3.269 | 3.630 | 3.702 |